# Дом Ипатьева
До́м Ипа́тьева или Ипа́тьевский до́м — несохранившийся частный дом в Екатеринбурге на углу улиц Карла Либкнехта и Клары Цеткин (бывших Вознесенского проспекта и Вознесенского переулка), в подвале которого в ночь с 16 на 17 июля 1918 года был расстрелян вместе с семьёй и прислугой последний Российский император Николай II. В 1991 году были найдены "останки" членов семьи, подлинность которых вызывают у многих независимых  экспертов большие сомнения. 17 июля 1998 года останки были похоронены в Петропавловском соборе Санкт-Петербурга. В 2000 году Царская семья канонизированы как страстотерпцы.
Дом был построен в конце 1880-х годов; куплен русским инженером-строителем Николаем Ипатьевым в 1918 году, в 1918 году был реквизирован у него для размещения семьи Николая II. После изгнания советской власти дом на короткое время вернулся в собственность прежнего владельца, который вскоре эмигрировал из Советской России.
В 1927—1932 годы в доме располагался музей Революции, затем — конторы, относившиеся к разным ведомствам. В 1975 году Политбюро приняло секретное постановление о сносе дома, что было выполнено 16 и 17 сентября 1977 года в бытность первого секретаря Свердловского обкома КПСС Бориса Ельцина.
В 2003 году на месте, где ранее располагался дом, построен Храм на Крови.

## Владельцы дома в XIX веке

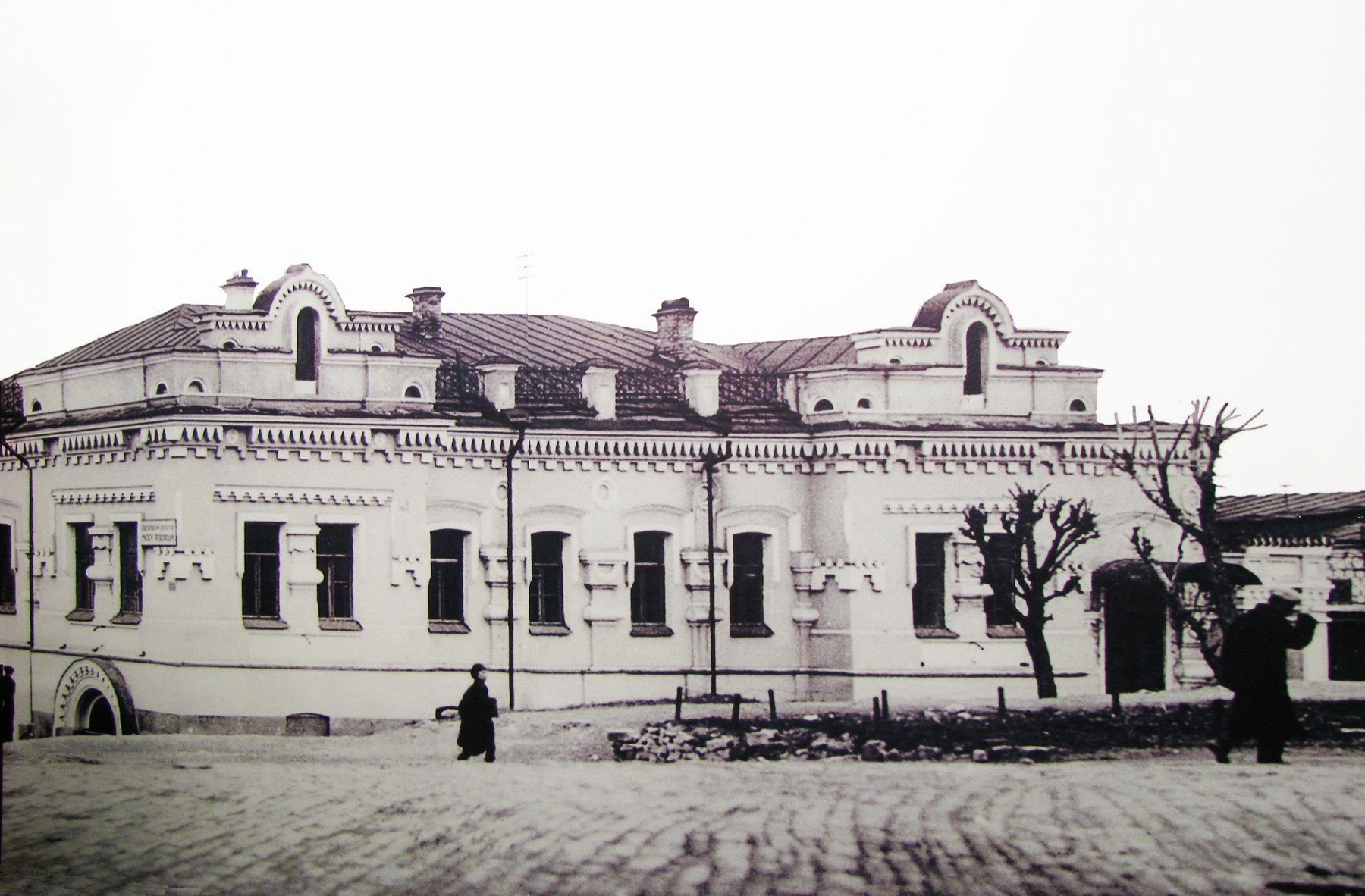
Дом Ипатьева со стороны Вознесенского проспекта, кон. 1920-х гг.

Построенный в конце 1880-х годов горным чиновником статским советником Иваном Редикорцевым, дом представлял собой каменный двухэтажный особняк. Место для строительства выбрано на западном, самом крутом, склоне Вознесенской горки — примечательной возвышенности в Екатеринбурге. В 1766—1808 годах на месте дома стояла деревянная Старо-Вознесенская церковь. Позже там, где находился её алтарь, была сооружена часовенка, просуществовавшая до 1920-х годов.
Архитектура здания учитывала рельеф горки. Восточный фасад (обращённый на Вознесенский проспект) был одноэтажный, а западный (обращённый в сад) имел два этажа. К западной стене была пристроена веранда. В восточной части здания, которая углублялась в склон горы, имелся подвальный этаж. С подвального этажа имелся выход на южный фасад дома (обращённый на Вознесенский переулок). Длина дома составляла 31 м, а ширина — 18 м. Главный вход — с Вознесенского проспекта, с восточной стороны дома. Главный фасад дома был расположен параллельно генеральному направлению фронта домов на проспекте, который в этом месте имел излом к востоку и шёл в сторону особняка Харитоновых-Расторгуевых, расположенного на самом высоком участке горы. Таким образом дом оказался несколько заглубленным по отношению к проспекту.
Дом располагался по адресу № 49/9 на углу Вознесенского проспекта и Вознесенского переулка (ул. Карла Либкнехта и ул. Клары Цеткин). В архитектуре этой постройки господствовавшие в то время русские элементы сочетались с уральскими мотивами и модерном. В доме имелись водопровод и канализация, к нему были подведены электричество и телефонная связь. Внутренние помещения были богато украшены чугунным литьём, лепниной, потолки — художественной росписью.
Редикорцев недолго оставался владельцем дома, он был обвинен в коррупции, и, чтобы поправить пошатнувшееся финансовое состояние, в 1898 году продал дом золотопромышленнику И. Г. Шаравьеву (известному по делу торговцев «стреляными золотыми приисками»).

## Николай Николаевич Ипатьев

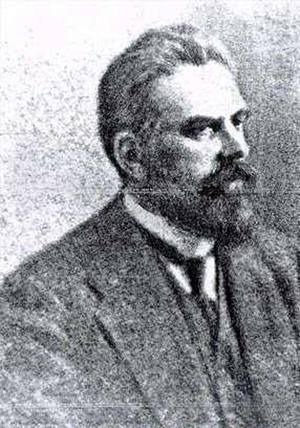
Владелец дома Николай Николаевич Ипатьев

Военный инженер-строитель Николай Николаевич Ипатьев купил дом в начале 1908 года (согласно другим источникам, в опубликованных материалах дела Н. Н. Ипатьев, будучи допрошенным 30 ноября 1918 года следователем И. А. Сергеевым, в протоколе допроса указывает датой приобретения дома у Шаравьева начало 1918 года), заплатив прежнему владельцу 6 тысяч рублей. Семья Ипатьева жила в помещениях верхнего этажа, а в помещениях на нижнем этаже располагалась его контора подрядных работ.
27 (или же 28) апреля 1918 года Ипатьеву было предложено в двухдневный срок освободить особняк. Ввиду того что тот был в отъезде, его личные вещи были заперты в кладовой рядом с подвалом, в котором позднее была расстреляна царская семья, подвал опечатали в присутствии хозяина. Считается, что выбор дома был обусловлен тем, что Николай Ипатьев был хорошо знаком членам Уральского совета и в частности Якову Юровскому как видный представитель кадетской партии, после Февральской революции входивший в состав местного комитета общественной безопасности.
На чердаках соседних зданий установили пулемёты, сам дом окружили двойным забором, по высоте превосходившим окна второго этажа, с единственной калиткой, перед которой постоянно дежурил часовой, внутри поместились два поста охраны, снаружи — восемь. Дом, таким образом, был полностью подготовлен к приёму бывшего царя Николая Романова, его жены и дочери Марии, в скором времени доставленных в Екатеринбург.

## Прибытие императорской семьи в Екатеринбург

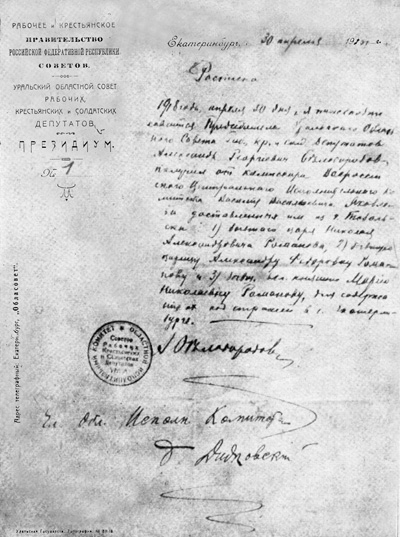
Расписка, выданная комиссару Яковлеву, удостоверившая передачу «груза».

2 марта 1917 года после победы Февральской революции Николай отрёкся от престола.
8 марта он вместе с семьёй был арестован генералом Л. Г. Корниловым. Александровский дворец, где укрывались члены семьи, превратился в тюрьму, 9 марта семью повезли в ссылку в Тобольск, летом 1918 года — в Екатеринбург.
Комиссар Василий Яковлев (Константин Мячин) прибыл в Тобольск, где размещалась царская семья, высланная в этот город Временным правительством, 24 апреля 1918 года. По заданию Свердлова, ему предстояло вывезти из города Николая Романова — как официально предполагалось, на суд, который собирались провести над ним в Москве.
Императрица пожелала ехать вместе с мужем, к ним же присоединилась великая княжна Мария Николаевна. Кроме того, царский поезд сопровождали камер-лакей Чемодуров и доктор Евгений Боткин.
Следователь белой армии Н. А. Соколов, на которого позднее было возложено расследование убийства царской семьи и слуг, считал, что Яковлев вёл двойную игру, предполагая тайно доставить Николая II в расположение немецкой армии, а его непосредственный начальник — Яков Свердлов — соответственно предполагал это как одну из возможностей, оставляя себе по обстоятельствам, возможность распорядиться о физическом уничтожении Романовых. Обстоятельства повернулись так, что вторая версия стала основной.
Так или иначе, екатеринбургские власти не пропустили поезд Николая II в Европейскую часть России. После безуспешной попытки вырваться через Омск и столь же безуспешных переговоров с Москвой Яковлев был вынужден на станции Куломзино уступить свой «груз» екатеринбургским властям.
Царский литерный поезд, состоявший из пяти вагонов, подогнали первоначально к пассажирской станции Екатеринбург-1, при том, что неведомыми путями слухи о прибытии Николая, царицы и великой княжны разнеслись по всему городу, и на станции разыгралась следующая сцена: возбуждённая толпа, винившая во всех своих бедах царя и царицу, готова была совершить самосуд над пленниками.
Как вспоминал позднее комиссар Яковлев:

30 апреля, утром, без всяких приключений мы прибыли в Екатеринбург. Несмотря на раннее наше прибытие, екатеринбургские платформы были запружены народом. Как это вышло, что население узнало о нашем предстоящем приезде, мы не знали. Особенно большие толпы любопытных были сосредоточены на товарных платформах, куда пододвинули и наш состав. Поезд стоял на пятой линии от платформы. Когда нас увидели, стали требовать вывести Николая и показать им. В воздухе стоял шум, то и дело раздавались угрожающие крики: «Задушить их надо! Наконец-то они в наших руках!» Стоявшая на платформе охрана весьма слабо сдерживала натиск народа, и беспорядочные толпы начали было надвигаться на мой состав. Я быстро выставил свой отряд вокруг поезда и для острастки приготовил пулемёты. К великому моему удивлению, я увидел, что во главе толпы каким-то образом очутился сам вокзальный комиссар. Он ещё издали громко закричал мне:
— Яковлев, выведи сюда Романова, я ему в рожу плюну.

Положение становилось чрезвычайно опасным. Толпа напирала и всё ближе подходила к поезду. Необходимо было принять решительные меры.
Решительные меры состояли в том, что Яковлев послал к начальнику станции одного из своих людей, и пытаясь выиграть время, громко приказал готовить пулемёты. Толпа действительно отхлынула назад, но тот же вокзальный комиссар стал грозить выставить против пулемётов трёхдюймовые орудия, которые Яковлев действительно мог видеть вдалеке на платформе. К счастью, начальник станции действовал быстро. Поданный на соседний путь товарный состав отрезал толпу, и царский поезд, со всей поспешностью тронувшись с места, остановился на станции Екатеринбург-2 (в настоящее время — станция Шарташ).
А. Д. Авдеев со своей стороны уточнял, что речь шла о станции Екатеринбург-3 (нынешняя лесобаза на ул. Восточной), где их уже ожидали Голощёкин, Белобородов и Дидковский, тогдашние руководители Уралсовета. Вокруг станции стояло плотное оцепление из солдат Красной Армии. Здесь же Николаю, его жене и дочери приказано было разместиться в двух поданных к поезду автомобилях. Остальным следовало вернуться на главный вокзал, выгрузить багаж и далее действовать по указанию властей. Белобородов написал расписку о приёме «груза», с которой Яковлев позднее отбыл в Москву.
Из них в тюрьму отправили князя Долгорукова, у которого было найдено по официальным данным «80 тыс. рублей, частично мелочью» и карты Сибири с отмеченными на них дорогами, причём наличие их арестованный не мог внятно объяснить — из чего сделали вывод, что он принимал участие в намечавшемся побеге. Остальные были позднее препровождены в Ипатьевский дом.

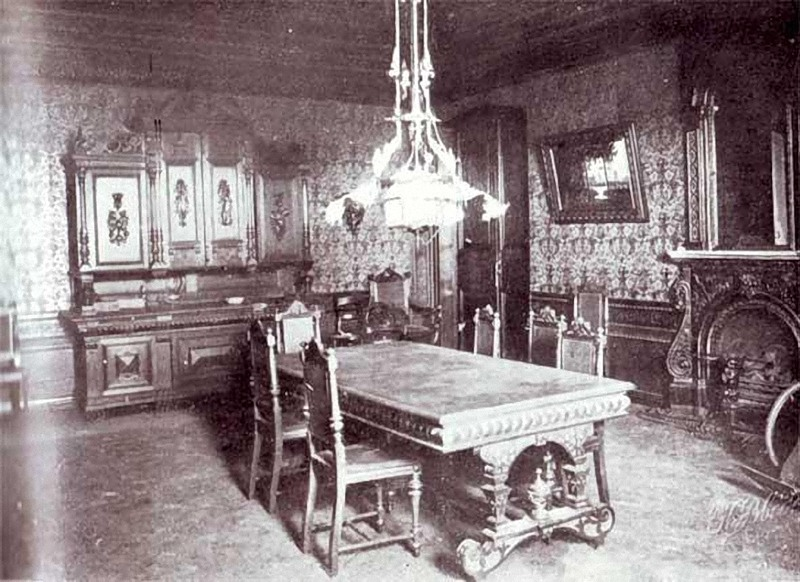
Столовая, видимая на снимке дверь ведет в комнату Великих Княжон в Доме Ипатьева (1918)

В первом автомобиле разместились, по воспоминаниям Авдеева, Николай II и Белобородов, и он сам, причём именно тогда, по дороге к дому Особого Назначения, как отныне стал именоваться Ипатьевский дом, Авдееву приказано было стать его первым комендантом.
По воспоминаниям Аничкова, у Дома также собралась толпа зевак, неведомыми путями успевшая прознать, что бывшего императора привезут именно сюда. Впрочем, её удалось достаточно быстро разогнать силами отряда сопровождения. Обращаясь к Николаю II, Белобородов произнёс фразу, ставшую затем исторической: «Гражданин Романов, вы можете войти» . Вслед за мужем в дом вошла Александра Фёдоровна, отметившая дверь своим «индийским знаком». Последней была Мария.
Здесь же, в доме, под предлогом того, что при выезде из Тобольска вещи заключённых не осматривались, им было приказано предъявить для осмотра багаж. Это вызвало резкий протест со стороны царицы, которую поддержал муж, объявив, как то вспоминал председатель Уралсовета П. М. Быков «Чёрт знает что такое, до сих пор всюду было вежливое обращение и порядочные люди, а теперь…» В ответ Николаю напомнили о его положении арестованного, пригрозив отделить от семьи и отправить на принудительные работы, в результате чего тот предпочёл подчиниться.
В доме Ипатьева царская семья пробыла 78 дней, с 28 апреля по 17 июля 1918 года. В период их пребывания там большевики называли дом Ипатьева ДОНом — домом особого назначения.

## Размещение в доме семьи Романовых и их охраны

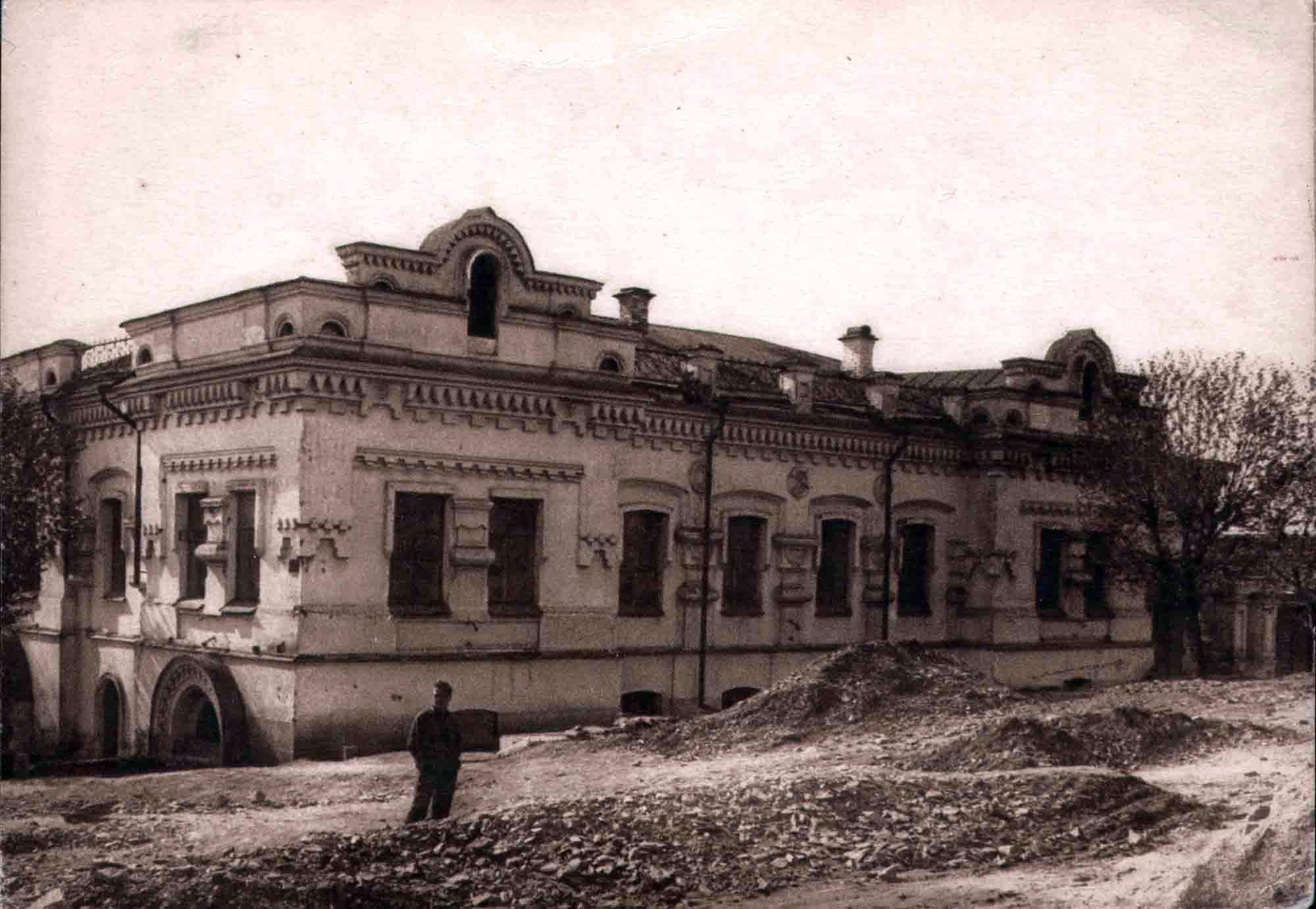
Дом Ипатьева. 1928 год. Первые два окна слева и два окна с торца — комната царя, царицы и наследника. Третье окно с торца — комната великих княжон. Внизу под ней — окно подвала, где были расстреляны Романовы

Дом, в котором разместили арестованных, был со всех сторон обнесён дощатым забором, у которого со стороны Вознесенского проспекта были установлены две караульные будки.

## Расстрел царской семьи

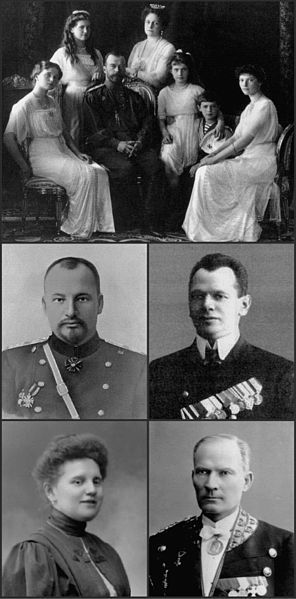
Убитые в доме Ипатьева.
1 ряд: Николай II со своей семьёй (слева направо: Ольга, Мария, Николай, Александра, Анастасия, Алексей и Татьяна)
2 ряд: лейб-медик Е. С. Боткин, лейб-повар И. М. Харитонов
3 ряд: комнатная девушка А. С. Демидова, камердинер полковник А. Е. Трупп

17 июля 1918 года около 1:30 Николай II, Александра Фёдоровна, 13 — летний наследник престола Алексей, их дети — 4 великих княжны (Ольга, Мария, Анастасия и Татьяна), доктор Боткин и три человека прислуги (кроме поварёнка Седнёва) были убиты группой из 12 чекистов во главе с Председателем Уральской ЧК Яковом Юровским с применением холодного и огнестрельного оружия без суда и следствия. Юровский разбудил царскую семью за час до расстрела, чекисты вывели членов императорской фамилии в подвал дома, приказали сесть на стулья, которые там уже стояли. Юровский зачитал приговор, Николай только успел сказать «Что?», после этого раздались выстрелы. Не пощадили никого. В 2:00 тела убитых бросили в яме с извёсткой в окрестностях урочища Ганина Яма — в 2 км от дома, в лесном массиве. . Расстрел царской семьи произведён в подвале дома в ночь с 16 на 17 июля 1918 года.

## Дальнейшая история
После расстрела дом, в связи с отступлением советской власти из города, вернулся в собственность Н. Н. Ипатьева (22-го июля ключи от дома были возвращены родственнице Н. Н. Ипатьева Евгении Фёдоровне Попель и та послала Ипатьеву в село Курьинское телеграмму о возможности вернуться в Екатеринбург). Тот же, окончательно решившись эмигрировать, продал его представителям Белой армии, после чего домом распоряжались военные (в том числе в нём располагался штаб Сибирской армии генерала Р. Гайды) и представители российского правительства.
15 июля 1919 года Екатеринбург был взят красными — 28-й дивизией В. М. Азина. До 1921 года в доме Ипатьева располагался вначале армейский штаб, затем штаб трудовой армии, а после окончания Гражданской войны, начиная с 1922 года — общежитие студентов университета и квартиры советских служащих. В частности, здесь жил Ермаков Андрей Георгиевич, командир 6-го полка дорожно-транспортного отдела ГПУ Пермской железной дороги.
В 1923 году здание отдали Истпарту, там же разместился основной фонд Областного партийного архива, здесь же устроили Уральский филиал Музея Революции и Антирелигиозного музея — ими заведовал Виктор Быков, член партии большевиков с 1904 года и старший брат Павла Быкова, бывшего в 1917—1918 годах председателем Екатеринбургского Совета. Основным экспонатом Музея Революции была расстрельная комната в полуподвале, интерьер которой восстановили по фотографиям белого следствия и воспоминаниям участников событий. Туда водили экскурсии делегаций иностранных коммунистов и уральских пионеров.
Фотографии дома Ипатьева, обнесённого забором, печатались во многих советских изданиях, например, в книге «Екатеринбург за 200 лет (1723—1923)», вышедшей в 1923 году, фотография дома подписана: «Дом б. Ипатьева, место заключения и казни Романовых».
Музей Революции работал каждый день кроме понедельника и четверга с 12 до 18 часов, стоимость билетов составляла 5 коп. для экскурсантов, 10 коп. для членов профсоюза и 25 коп. для всех остальных. Правом на бесплатный вход обладали ученики школ, инвалиды и красноармейцы. В экскурсию по музею входило посещение подвала, где были расстреляны Романовы. В подвале была восстановлена стена, у которой были расстреляны Романовы (подлинную разобрали и увезли с собой отступающие белые войска). У этой стены разрешалось фотографироваться, чем, как полагают, воспользовались депутаты VI конгресса Коминтерна. Площадь перед домом была переименована в Площадь Народной Мести и на ней установили гипсовый бюст Маркса.
После 1932 года, когда в Кремле приняли решение предать случившееся забвению, площадь переименовали в «Уральских комсомольцев» и против дома Ипатьева поставили памятник этим строителям советской индустрии.
В 1938 году здесь окончательно разместились, потеснив Музей Революции, экспозиции Антирелигиозного и культурно-просветительского музея.

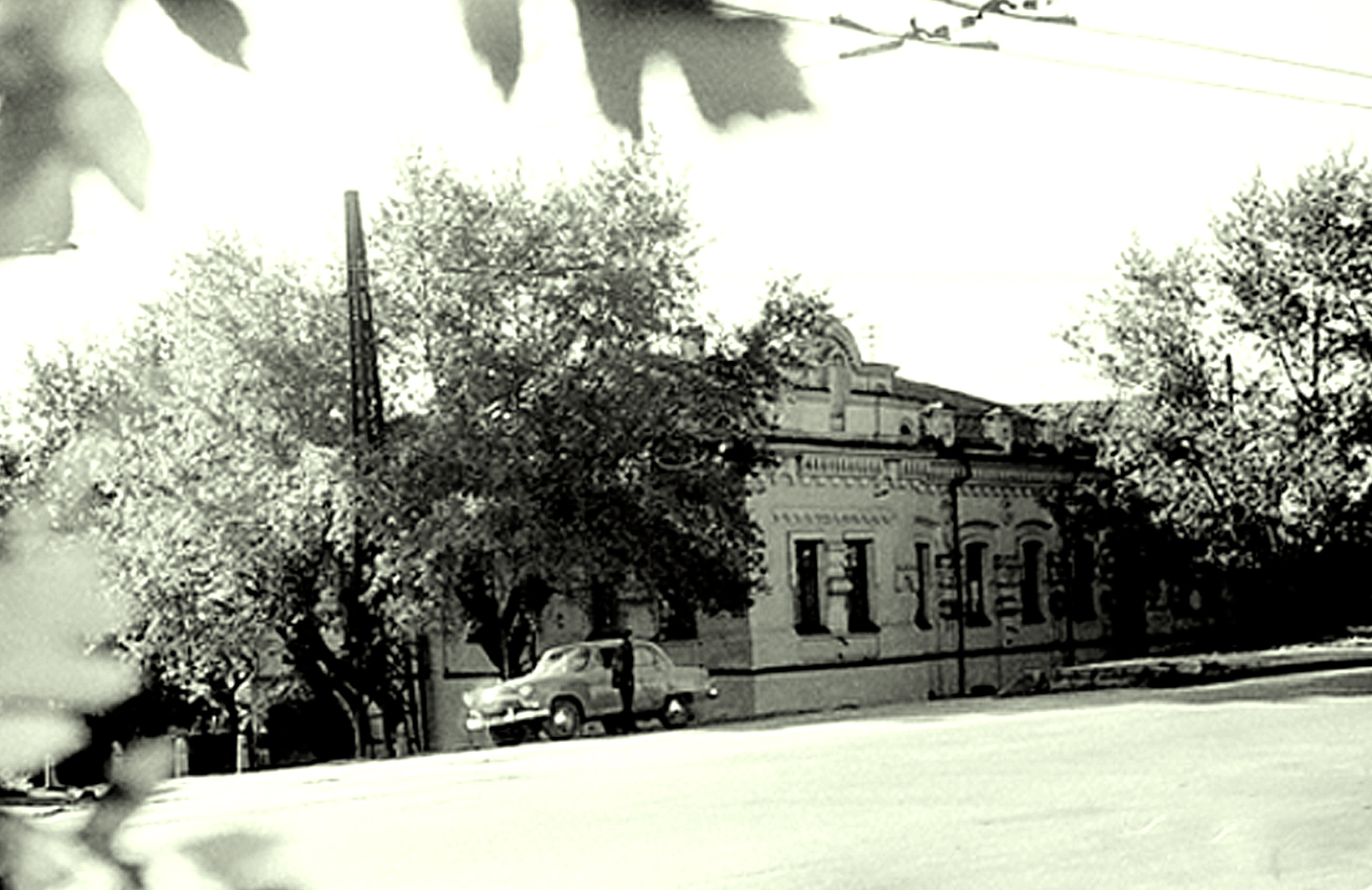
Дом после 1957 года

В последующие годы в этом доме находились Совет безбожников, ректорат Урало-Сибирского коммунистического университета, общежитие для эвакуированных, отделение Института культуры, областной партархив.
Во время Великой Отечественной войны в доме хранились экспонаты коллекции Эрмитажа, которые были эвакуированы из Ленинграда, но музей революции продолжал существовать, и в подвальном помещении (вход с улицы Клары Цеткин) разместилась выставка, посвящённая русско-японской войне. Весьма подробно была рассмотрена судьба Второй эскадры и приведены красочные изображения её кораблей. В парадных помещениях находились экспонаты, имеющие отношение к Мировой войне, в том числе образцы трофейного оружия иностранного производства. Весьма натуралистично выглядел муляж трупа солдата, застрявшего в колючей проволоке.
В 1946 году картины были вывезены, Музей революции закрыт, его экспозиция частично передана местному историко-краеведческому музею, часть, один из филиалов которого открылся в Вознесенской церкви. Некоторое время после этого в доме Ипатьева действовала выставка образцов советского и трофейного оружия, применявшегося во время Великой Отечественной войны.
В том же 1946 году в здание въехал Областной партийный архив, затем учебный центр областного управления культуры. Часть помещений отошла местному управлению «Союзпечати», остававшемуся здесь до 1971 г". Подвал был превращён в хранилище.
В 1974 году по ходатайству Свердловского отделения Всесоюзного общества охраны памятников истории и культуры дому Ипатьева был присвоен статус историко-революционного памятника всероссийского значения.

## Снос дома
Следователь Генеральной прокуратуры РФ В. Н. Соловьёв, долгое время ведший дело о расследовании обстоятельств гибели царской семьи, рассказывал, что агенты КГБ докладывали своему руководству о событиях, происходивших в 1970-х годах вокруг дома Ипатьева: в день гибели царской семьи некие люди, приближаясь к дому и крестясь, ставили свечки, и тому подобное. Эти действия описывались как «болезненный интерес» и квалифицировались как «антисоветские демонстрации».
Председатель КГБ Юрий Владимирович Андропов был обеспокоен вниманием к дому иностранцев, посещающих Свердловск. Приближался 1978 год, год 110-летия со дня рождения Николая Второго и 60-летия со дня его расстрела. Эти годовщины должны были привлечь внимание зарубежной прессы и радиостанций. Поэтому Андропов обратился к Политбюро со следующим предложением:

Пост. ЦК КПСС № П185.34 Секретно

от 4 августа 1975 г. 

26 июля 1975 

№ 2004-А ЦК КПСС

О сносе особняка Ипатьева 

в городе Свердловске.
Антисоветскими кругами на Западе периодически инспирируются различного рода пропагандистские кампании вокруг царской семьи Романовых, и в этой связи нередко упоминается бывший особняк купца Ипатьева в г. Свердловске. 
 Дом Ипатьева продолжает стоять в центре города. В нём размещается учебный пункт областного управления культуры. Архитектурной и иной ценности особняк не представляет, к нему проявляет интерес лишь незначительная часть горожан и туристов. 
 В последнее время Свердловск начали посещать зарубежные специалисты. В дальнейшем круг иностранцев может значительно расшириться и дом Ипатьева станет объектом их серьёзного внимания. 
В связи с этим представляется целесообразным поручить Свердловскому обкому КПСС решить вопрос о сносе особняка в порядке плановой реконструкции города. 

Проект постановления ЦК КПСС прилагается. 

Просим рассмотреть. 

Председатель Комитета госбезопасности Андропов.
Секретно
Постановление ЦК КПСС 

О сносе особняка Ипатьева в гор. Свердловске

1. Одобрить предложение Комитета госбезопасности при Совете Министров СССР, изложенное в записке № 2004-А от 26 июля 1975 г.
2. Поручить Свердловскому Обкому КПСС решить вопрос о сносе особняка Ипатьева в порядке плановой реконструкции города.

Секретарь ЦК.
Решение о сносе дома было принято на заседании Политбюро ЦК КПСС 30 июля 1975 года. Предложение Андропова было принято единогласно. Решение Политбюро «О сносе особняка Ипатьева в г. Свердловске» подписал Суслов, так как Брежнев в это время находился на отдыхе в Крыму.
В момент принятия постановления Свердловский обком КПСС возглавлял Яков Рябов. Однако, окончательная директива откладывалась, и к моменту сноса на посту первого секретаря уже находился Борис Ельцин. Определённую роль в отсрочке сыграло противодействие Всесоюзного общества охраны памятников истории и культуры при некотором сочувствии Рябова и Соломенцева (Председателя Совета министров РСФСР). Однако местные руководители Пономарёв (Секретарь Свердловского обкома КПСС по идеологии), Мехренцев (председатель облисполкома), Манюхин (первый секретарь горкома КПСС) торопили снос. В июле 1977 года в доме работала комиссия во главе с профессором А. А. Малаховым, которая исследовала, нет ли в нём подземелий и тайников. Наконец, 3 августа 1977 года Совет министров РСФСР принял решение № 1221-р об исключении особняка из списка исторических памятников государственного значения. Вскоре после этого решения из дома были переведены занимавшие его конторы, освободившиеся помещения были сфотографированы и обмеряны. Вокруг дома был поставлен забор. Часть внутреннего декора оказалась в хранилище местного краеведческого музея.
Ельцин оставил о сносе дома Ипатьева воспоминания в книге «Исповедь на заданную тему» (1989), которые неточно описывают ход событий: «Вдруг я получаю пакет секретный из политбюро — уничтожить дом Ипатьева. Сопротивляться было невозможно. И вот собрали технику и за одну ночь разрушили …»
В другой своей книге «Президентский марафон» (2000), Ельцин прокомментировал снос дома Ипатьева таким образом:

… в середине 70-х, я воспринял это решение достаточно спокойно. Просто как хозяин города. Лишних скандалов тоже не хотел. К тому же помешать этому я не мог — решение высшего органа страны, официальное, подписанное и оформленное соответствующим образом. Не выполнить постановление Политбюро? Я, как первый секретарь обкома, даже представить себе этого не мог. Но если бы даже и ослушался — остался бы без работы. Не говоря уж про всё остальное. А новый первый секретарь обкома, который бы пришёл на освободившееся место, всё равно выполнил бы приказ.
Снос дома Ипатьева был обставлен как необходимость реконструкции всего квартала — поэтому по планам «реконструкции» подлежали сносу все дома, расположенные в целом квартале. «Реконструкторов» не остановило то, что дома, расположенные в квартале, представляли собой архитектурно-историческую ценность как представители типичной купеческой застройки Екатеринбурга конца XIX — начала XX века. Кроме того, при сносе только одного дома Ипатьева место его точного расположения было бы в дальнейшем очень легко точно определить. При сносе же всего квартала определить точное расположение каждого конкретного дома становилось делом затруднительным. 21 сентября 1977 принято решение Городского исполкома Совета народных депутатов за № 351 о сносе всего квартала, «учитывая неотложную потребность в реконструкции ул. Я. Свердлова и К. Либкнехта…», за подписью В. П. Букина. Перед сносом дом обследовали многие любопытствующие, которые сняли исторически ценные детали интерьера (ручки дверей, детали печей, лепнину стен и т. п.), в том числе, по вскрытии пола в комнате, где в 1918 году жили Великие Княжны Романовы, там обнаружили завернутый в газету и засунутый между плинтусом и полом золотой браслет с драгоценными камнями и вензелем «Т».
Снос дома начался 16 сентября 1977 года и продолжался два дня. Разрушение при помощи «шар-бабы» произведено не ночью, а днём. Сохранились фотоснимки сноса дома.

## Храм на месте дома

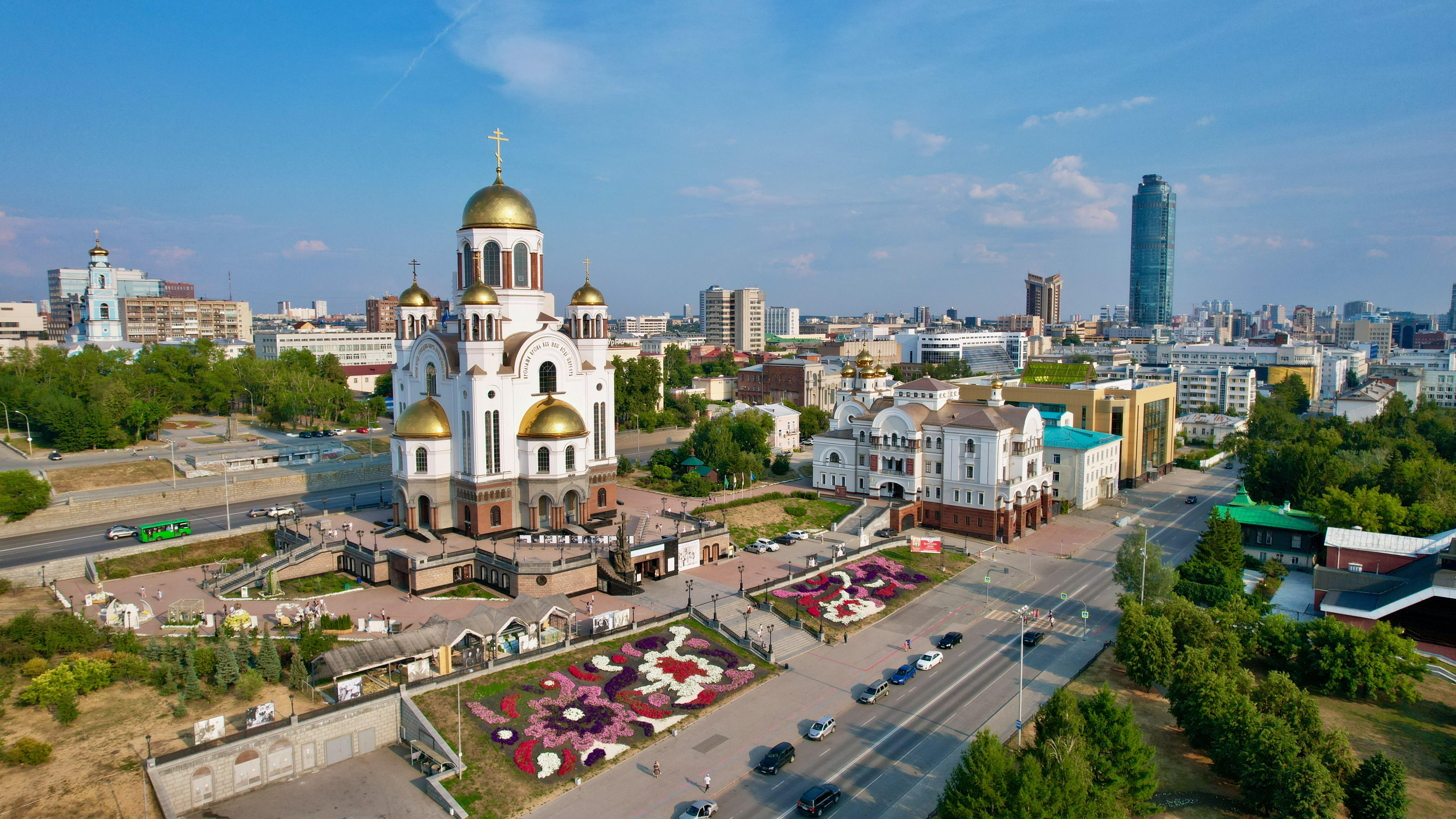
Храм на Крови, построенный на месте дома Ипатьева

В августе 2000 года Николай II и его семья были канонизированы Русской православной церковью как Царственные страстотерпцы. В 2000—2003 годах на месте бывшего дома Ипатьева был построен Храм на Крови, открытый 16 июля 2003 года.

## Исторические совпадения
- Царская династия Романовых началась обрядом призвания на царство в Ипатьевском монастыре (в Костроме) и закончилась расстрелом царской семьи в Ипатьевском доме (в Екатеринбурге)
- Один из первых приказов первого правителя из династии Романовых – казнь сына Марины Мнишек и Лжедмитрия II – Ивана Ворёнка

## В бонистике
- Дом Ипатьева изображён на купюре номиналом 20 уральских франков 1991 года выпуска.

#### Неигровые фильмы
- «Последний свидетель», 2001[22].